# Ventforet Kofu
Ventforet Kofu  (ヴァンフォーレ甲府 Vanfōre Kōfu?) es un equipo de fútbol japonés de la J2 League. El club está situado en la ciudad de Kōfu, capital de la prefectura de Yamanashi.

## Historia

### Primeros años (1965-1998)
La historia de Ventforet comienza en 1965 como equipo escolar, cuando varios miembros del Instituto Kofu crearon un equipo conocido como Kofu Soccer Club. Ingresó en los campeonatos de la JSL Division 2 en 1972, y con una plantilla formada por jugadores voluntarios realizó buenas temporadas que le valieron alcanzar la máxima división del campeonato semiprofesional. En 1995 cambió su nombre por el de Ventforet Kofu, tomado de las palabras francesas vent (viento) y forêt (bosque). El origen de dicho nombre es una frase de El arte de la guerra de Sun Tzu, moverse veloz como el viento, permanecer silencioso como el bosque, atacar feroz como el fuego, ser una defensa inamovible como la montaña, también plasmada en el estandarte de guerra del daimio, Takeda Shingen.

### Ventforet Kofu (1999-actualidad)
En 1999 pasó a ser profesional y formó parte de la J. League Division 2 como equipo fundador. Durante sus primeras temporadas fue el peor equipo de la liga en cuanto a resultados (tres últimas posiciones consecutivas), y contó además con problemas económicos y bajas asistencias de público. Pero a partir del año 2002 la situación se normalizó, con temporadas mejores en las que, a pesar de continuar con más derrotas que victorias, se mejoró el juego del equipo terminando en mitad de la tabla. Para mejorar las finanzas del club, que aun así seguirían siendo una de las más bajas de la J. League Division 2, se recurrió a nuevos patrocinadores y se contó con la cesión de juveniles procedentes de Shimizu S-Pulse. Esto motivó a los aficionados, que comenzaron a acudir al estadio y a animar.
La mejora experimentada se demostró en el año 2005, cuando el equipo terminó en tercera posición de la J. League Division 2 con una táctica basada en la potencia de sus delanteros, logrando su ascenso a la J. League Division 1 en el partido de promoción ante Kashiwa Reysol, con seis goles del delantero brasileño Baré en el partido de vuelta.
En 2022 ganó su primer título mayor, la Copa del Emperador al derrotar al Sanfrecce Hiroshima 5-4 en la tanda de penaltis tras empatar 1-1. Kofu fue el primer club de segunda división en ganar la copa nacional sin ser campeón de la categoría de ascenso. Disputarán por lo tanto la Liga de Campeones de la AFC 2023-24 siendo equipo de segunda división.

## Estadio
El campo donde disputa sus partidos como local es el Yamanashi Chuo Bank Stadium, un pabellón multiusos con capacidad para 17.000 espectadores y césped natural.

## Palmarés
En negrita las competiciones vigentes. En cursiva los logros conseguidos como Kofu Club.
| Competición nacional                 | Títulos           | Subcampeonatos |
| ------------------------------------ | ----------------- | -------------- |
| Copa del Emperador (1/0)             | 2022              |                |
| Supercopa de Japón (0/1)             |                   | 2023           |
| Copa Nacional Amateur Japonesa (1/1) | 1969 (compartido) | 1970           |
|                                      |                   |                |
| J2 League (1/1)                      | 2012              | 2010           |
|                                      |                   |                |
| Liga Regional de Kanto (2/1)         | 1969, 1970        | 1971           |

## Jugadores

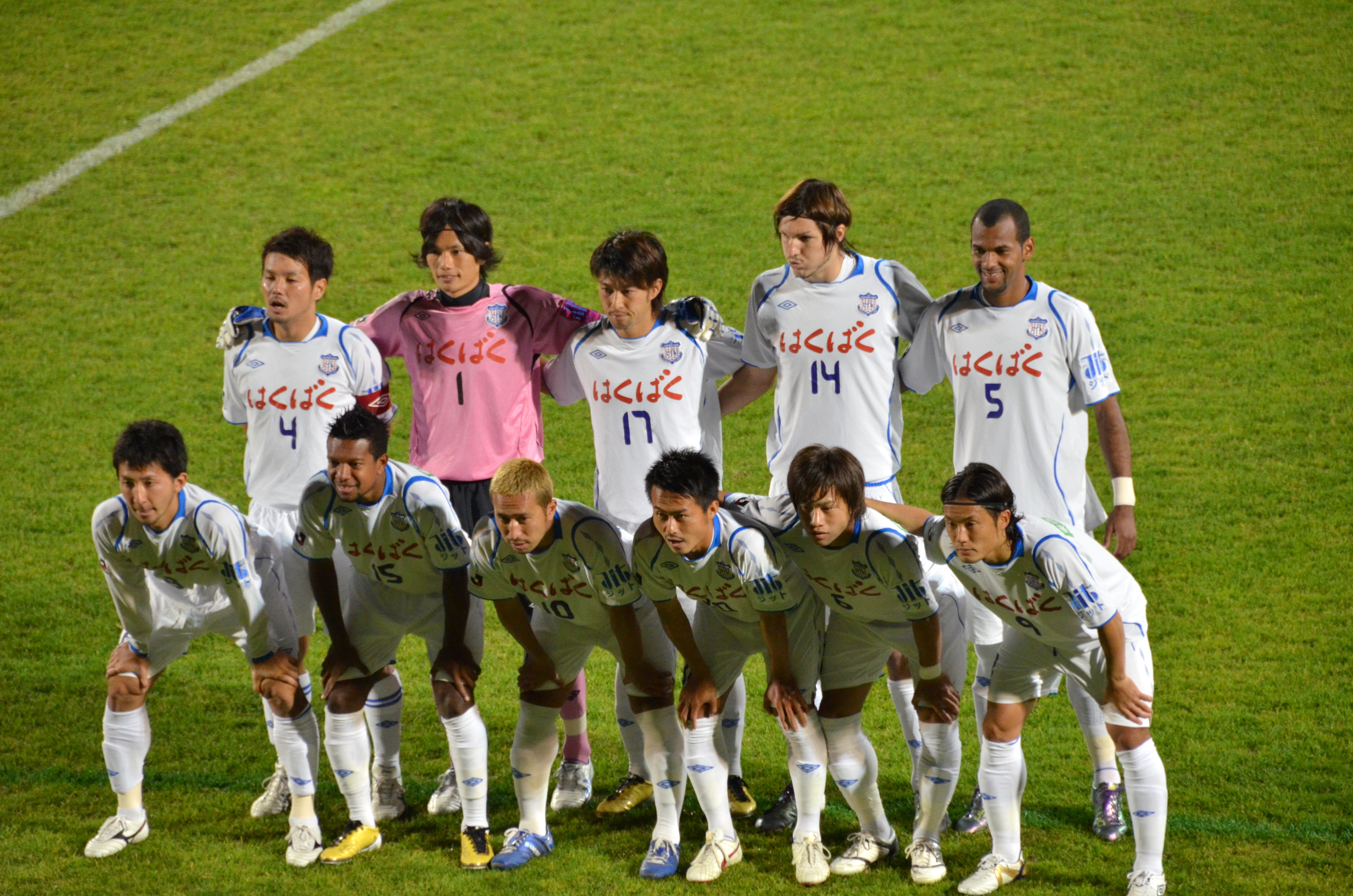
El Ventforet Kofu en el 2010.

### Jugadores en préstamo
| Prestados |       |     |                |         |                     |
| -         | JPN ! | POR | Kodai Yamauchi | 25 años | Kagoshima United FC |
| -         | JPN ! | DEF | Riku Nozawa    | 26 años | FC Gifu             |
| -         | JPN ! | DEF | Yuzuki Yamato  | 22 años | FC Ryukyu           |
| -         | JPN ! | DEL | Riku Iijima    | 25 años | Fukushima United FC |
| -         | JPN ! | DEL | Hayata Mizuno  | 25 años | Kochi United SC     |

### Jugadores destacados
| Japón - Atsuto Oishi - Eiichi Uemura - Hitoshi Matsushima - Kensaku Abe - Kenji Nakada (1996-2005) - Ken Fujita (2001-2010) - Katsuya Ishihara (2001-2017) - Kazunari Hosaka (2005-2008) - Kenichi Ego (2006-2010) |  | CONMEBOL - Diego Gonçalves - Bruno Alexandre Rodrigues - Alberto Luiz de Souza (2007) |

## Rivalidades
Derbi de Kawanakajima
El derbi de Kawanakajima hace referencia a la batalla entre Takeda Shingen de la provincia de Kai (actual Yamanashi) y Uesugi Kenshin de la provincia de Echigo (actual Niigata) durante el Período Sengoku "el período de los Estados en guerra". Esas regiones estásn representadas actualmente por los clubes Ventforet Kofu y Albirex Niigata.
Derbi del Fujisan (Monte Fuji)
El derbi del Fujisan lo disputan los clubes representatidos de los lados opuestos del Monte Fuji, enfrentándose así el Shimizu S-Pulse y el Ventforet Kofu.
Derbi de Koshin
Derbi entre clubes de la región de Koshinetsu, el Ventforet Kofu representando a la prefectura de Yamanashi y el Matsumoto Yamaga representante de Nagano.